# Ovalocyte

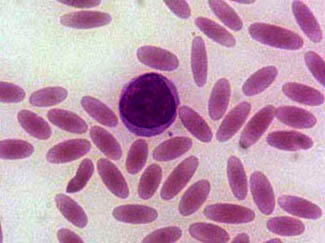
Frottis sanguin montrant une elliptocytose,
avec des globules rouges en forme d'ellipse.

Les ovalocytes sont des globules rouges ayant une forme ovale à des degrés divers, pouvant aller jusqu'au globule rouge en bâtonnet dans l'ovalocytose constitutionnelle. Les éléments cliniques sont variables, on note généralement une anémie hémolytique.
Lorsque le grand axe du globule rouge a une longueur au moins deux fois supérieure à celle du petit axe, on peut parler d'elliptocyte.